# Piasecki Helicopter Corporation

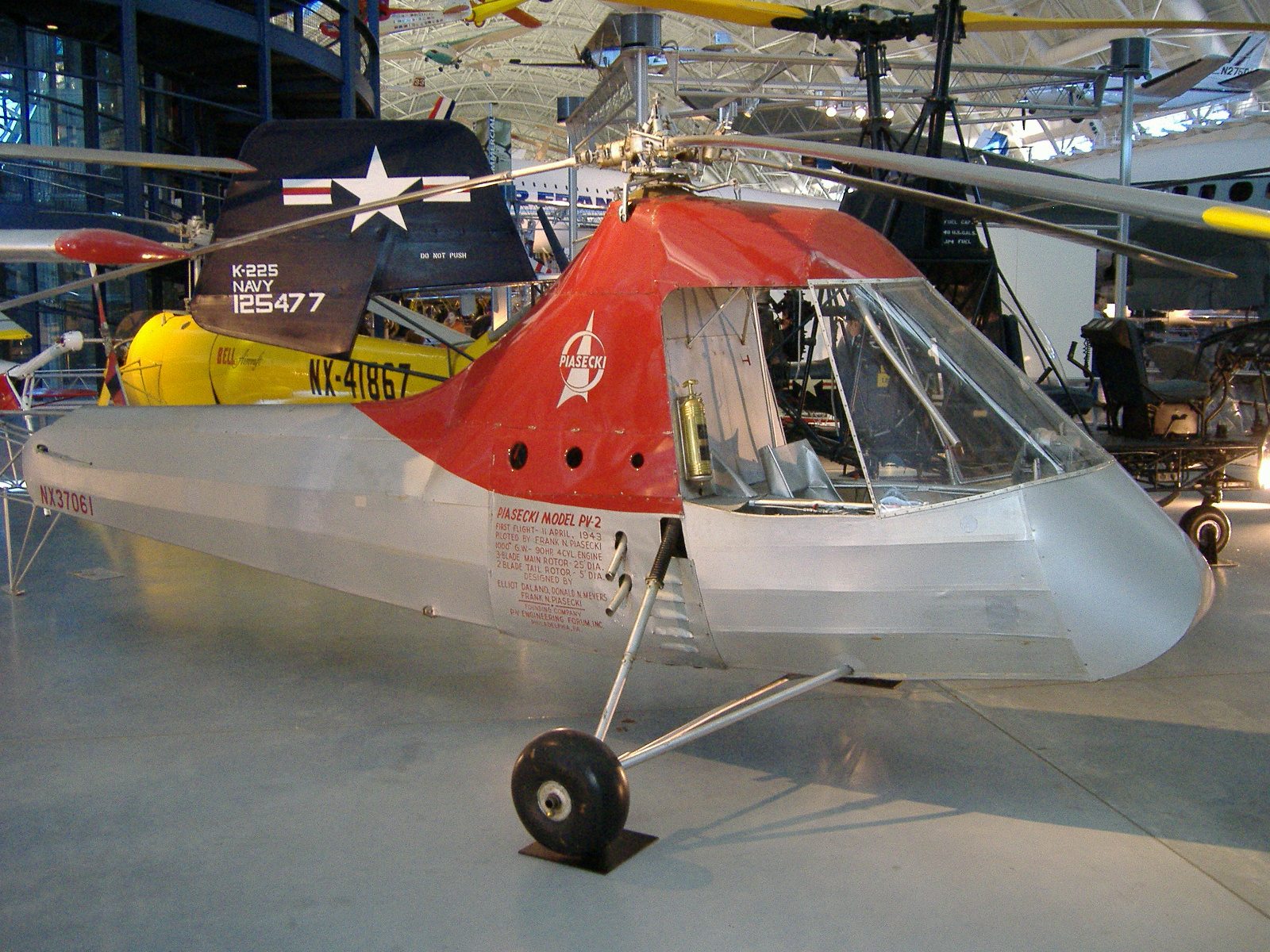
Il Piasecki PV-2, il primo elicottero realizzato dall'azienda, esposto al Steven F. Udvar-Hazy Center.

La Piasecki Helicopter Corporation era un'industria di costruzioni aeronautiche statunitense con sede a Filadelfia in Pennsylvania. Era specializzata nella produzione di elicotteri civili e militari nel periodo tra gli anni quaranta e gli anni cinquanta.

## Storia
Frank Piasecki era un pioniere della tecnologia meccanica ed aeronautica applicata agli elicotteri. Filadelfia può a buon titolo vantare il nome di "culla degli elicotteri statunitensi", in quanto sede delle prime esperienze sugli aeromobili ad ala rotante. In risposta alla depressione degli anni trenta si costituì tra le altre la Platt-LePage, una delle prime aziende ad ottenere un contratto per la produzione di elicotteri per le forze armate USA. Molti dei progettisti al fianco di Laurence LePage intrapresero carriere autonome, tra questi Franck Piasecki.
Piasecki, nato nel 1919, era figlio di un sarto immigrato polacco e lavorò sin da giovanissimo alla Kellett Aircraft Corporation, un costruttore di autogiro. Nel 1935 venne assunto come disegnatore alla Platt-LePage, ma già   nel 1936 creò, insieme ad altri studenti di ingegneria provenienti dalla University of Pennsylvania, un indipendente P-V Engineering Forum, con lo scopo di svolgere ricerca nel settore e di introdurre migliorie tecnologiche per aumentare efficienza e manovrabilità nei nuovi mezzi aerei. A tal fine progettò il PV-1, che sperimentava una tecnologia per evitare l'utilizzo del rotore di coda, un antesignano del NOTAR.
Laureatosi nel 1939 a venti anni, venne esentato dall'arruolamento militare conseguente alla partecipazione degli Stati Uniti alla seconda guerra mondiale, in virtù delle già dimostrate conoscenze nell'importante settore della progettazione aeronautica.
Nel 1940, creò una sua azienda e iniziò le prove sull'eliporto di Morton, alla periferia di Filadelfia. Nella primavera del 1943, malgrado la concorrenza di molte altre aziende, fu lui il secondo americano a far volare in modo affidabile un elicottero, dopo l'esperienza di Igor Sikorsky con il Vought-Sikorsky VS-300 del 1939.
Il modello, denominato PV-2, era un piccolo elicottero monoposto, essenzialmente un dimostratore tecnologico che utilizzava una configurazione a rotore principale e rotore anticoppia in coda, come il modello di Sikorsky, a che introduceva una serie di importanti tecnologie applicate ai rotori, migliorando controllabilità e maneggevolezza. Piasecki, noto per il suo carattere gioviale, stupì uno sbalordito gestore di stazione di rifornimento stradale, atterrandogli davanti con l'elicottero, chiedendo il pieno di carburante e il lavaggio del parabrezza, per poi ridecollare.
Il PV-2 fu l'unico elicottero Piasecki in configurazione convenzionale, in quanto gli studi si orientarono già dal modello successivo, il PV-3, sulla configurazione a due rotori in tandem, che in seguito sarebbe diventata una caratteristica di tutti i prodotti successivi, fino a diventare un marchio di fabbrica.
L'ingegnere di origine polacca propose il PV-2 dapprima all'US Army e poi alla US Navy, ma comprese che gli veniva preferito il modello di Sikorsky. Decise allora di puntare su un elicottero più grande e in grado di sollevare carichi maggiori. Presentò la proposta per un nuovo elicottero con questa impostazione alla marina americana e ottenne il 1º gennaio 1944 un contratto per un singolo prototipo da denominare XHRP-1.

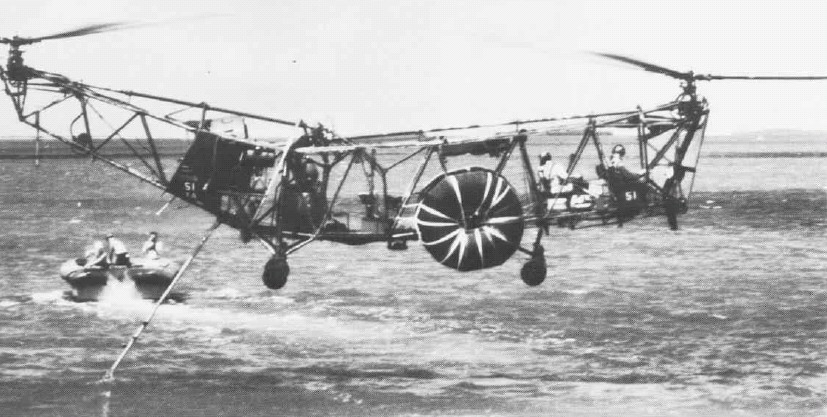
Il prototipo del PV-3 (denominazione militare XHRP) durante una campagna di prove nel 1953.

Per il nuovo progetto, ricorse alla configurazione a due rotori e il risultato fu il PV-3 "Dogship" che volò per la prima volta nel marzo 1945.. Venne abbandonata la configurazione con il rotore anticoppia di coda del predecessore, che aveva dato problemi di controllabilità a Sikorsky e che rappresentava un pericolo per la sicurezza del personale a terra, oltre che uno spreco di potenza del motore. Il PV-3 si dimostrò in grado di trasportare dieci passeggeri oltre al pilota e al copilota e nei primi voli, non avendo rivestimenti alla struttura, si meritò il soprannome affettuoso da parte dei suoi progettisti di "Dogship" (trasporto per cani). In seguito, l'accorgimento adottato di costruire piegata verso l'alto la parte posteriore della fusoliera, per evitare la collisione tra i rotori e il colore giallo impiegato da alcuni utilizzatori, portò all'introduzione del soprannome "flying banana" (banana volante), con il quale sono diventati noti molti prodotti dell'azienda.
La capacità di trasporto del PV-3 suscitò l'interesse della US Navy, che però ne intravide solo le potenzialità come mezzo di soccorso. Di conseguenza assegnò un contratto di fornitura alla Piasecki per un derivato del PV-3, designato Piasecki HRP Rescuer, ma destinò gli elicotteri alla Guardia Costiera e ai Marines.. Nel 1949 venne sviluppata la variante di maggior successo, realizzata completamente in metallo e denominata Piasecki H-21; un successo commerciale venduto anche a forze armate fuori del territorio nazionale.
Nel giugno 1955, Frank Piasecki lascia la Piasecki Helicopter per fondare una sua compagnia col nome di Piasecki Aircraft Corporation (PiAC) per poter continuare a fare ricerca e sviluppare elicoplani ed altri apparecchi ad ala rotante.
Nel marzo 1956 muterà la ragione sociale in Vertol Aircraft Corporation (Vertol era l'abbreviazione di Vertical take off and landing).
Nel 1960 viene ceduta alla Boeing che ne fece la sua divisione elicotteristica ridesignandola Boeing Vertol.